# Walter Silva Guevara
Walter Silva Guevara es un político peruano. Fue Alcalde provincial de Chumbivilcas entre 1984 y 1986 y entre 1993 y 1998 y consejero regional del Cusco entre 2015 y 2018.
Nació en Santo Tomas, Perú, el 25 de mayo de 1945, hijo de Jorge Emilio Silva Tapia y Marcelina Guevara. Cursó sus estudios primarios en su ciudad natal y los secundarios en la ciudad de Arequipa. Entre 1967 y 1970 cursó estudios superiores de Educación en la Universidad Nacional de San Agustín de Arequipa y desde 1971 trabajó como profesor en la ciudad de Santo Tomas.
En las elecciones municipales de 1980 fue elegido como Regidor de la provincia de Chumbivilcas por la Izquierda Unida. En el siguiente periodo fue elegido como Alcalde provincial para el periodo entre 1984 y 1986. Ese año volvió a ser elegido como regidor hasta 1989. En las elecciones municipales de 1993 volvió a ser elegido como alcalde provincial y reelegido en las elecciones de 1995. Tentó nuevamente la elección sin éxito en las elecciones de 1998, 2002 y 2006. En las elecciones regionales del 2014 se presentó como candidato a consejero regional del Cusco por el movimiento Tierra y Libertad Cusco obteniendo la elección con el 23.115% de los votos.